# Krușovo, Burgas
Krușovo (în bulgară Крушово) este un sat în comuna Karnobat, regiunea Burgas,  Bulgaria. 

## Demografie
Componența etnică a satului Krușovo
     Bulgari (97,58%)
     Nicio identificare (2,41%)
     Altele (0%)
La recensământul din 2011, populația satului Krușovo era de 124 locuitori. Din punct de vedere etnic, majoritatea locuitorilor (97,58%) erau bulgari. Pentru 2,41% din locuitori nu este cunoscută apartenența etnică.